# Клофуллия, Жозефина
Жозефина Клофуллия (1829–1875) была известной бородатой женщиной швейцарского происхождения, которая гастролировала с Американским музеем Барнума.

## Ранние годы
Жозефина Клофуллия родилась в Версуа, Швейцария. В возрасте восьми лет у неё уже была борода. В четырнадцать лет она начала путешествовать по Европе, изначально в сопровождении своего отца и агента, а затем только с отцом. В Париже она познакомилась с художником Фортуной Клофуллией и в итоге вышла за него замуж. Была известна тем, что её борода подражала бороде Наполеона III. Из-за чего он подарил ей бриллиант.
Жозефина родила двоих детей. Первый ребенок, дочь, родилась в 1851 году и умерла во младенчестве. Сын Альберт родился в 1852 году.

## Карьера
Клофуллия, её муж, сын и отец переехали в США, где стали гастролировать с Американским музеем Барнума. Там же Альберту дали новое имя — «Младенец Исав», в честь библейского персонажа.

## Судебное дело
В июле 1853 года Уильям Чарр подал в суд на Клофуллию, заявив, что она на самом деле мужчина и самозванец. В ходе процесса врачи осмотрели её тело и подтвердили, что Клофуллия женщина, и дело было в итоге прекращено.